# Rutger V Kettler van Alt-Assen

Wapen Kettler / von Ketteler

Rutger V Kettler van Alt-Assen ook bekend als Rutger von Ketteler von Alt Assen (1475-1520) heer van Alt Assen. Hij was een zoon van Gerd Conrad Ketteler zu Alt-Assen (ca. 1460 - ca. 1502) heer van Alt-Assen en Leneke Korff. 
Kettler kreeg na de erfdeling in 1507 het woonrecht op de Burg Alt-Assen en na het overlijden van zijn broer Herman in 1512 verkreeg hij uit diens erfenis goederen tussen Assen en Hovestadt. 
Hij trouwde (1) met Margaretha van Wisch, vermoedelijk een dochter van Johan II van Wisch. Hij trouwde (2) met Anna van Böckenförde-Schüngel. Hij trouwde (3) in 1510 met Margaretha van Gahlen erfvrouwe van Bockenhövel. Zijn derde vrouw was een dochter van Rembert van Gahlen heer van Dincker en Margarethe von Plettenberg vrouwe van Wischelingen en erfvrouwe van Bockenhövel.
Uit zijn huwelijk met Margaretha zijn de volgende kinderen geboren:
- Casper von Ketteler heer van Middelburg en Bockenhövel (1510-1568)

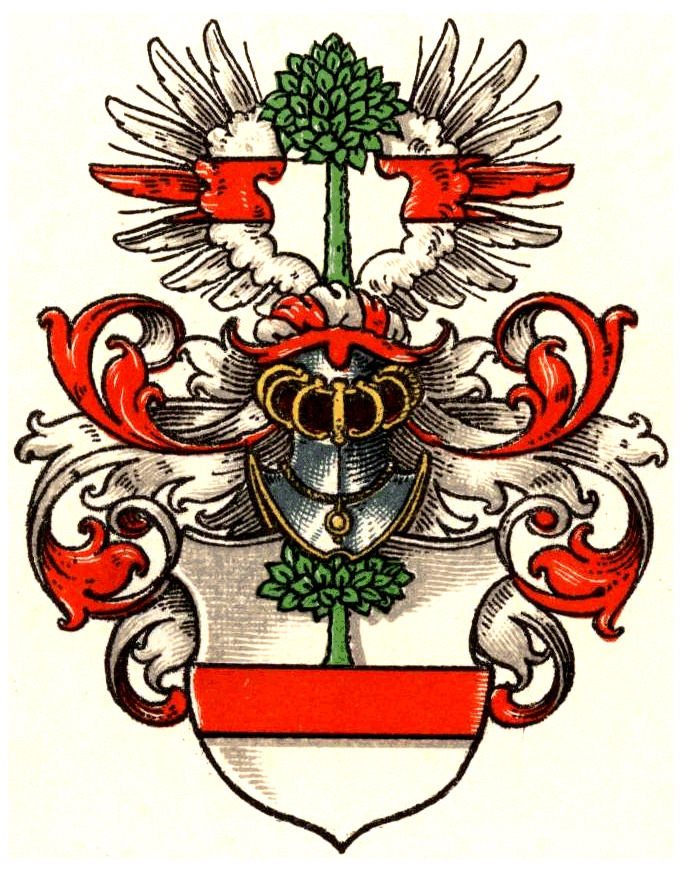
Wapen von Böckenförde-Schüngel
Wapen von Plettenberg